# 9 Batalion Straży Granicznej
9 Batalion Straży Granicznej – jednostka organizacyjna Straży Granicznej w II Rzeczypospolitej.

## Formowanie i zmiany organizacyjne
Wykonując postanowienia uchwały Rady Ministrów z 23 maja 1922 roku, Minister Spraw Wewnętrznych rozkazem z 9 listopada 1922 roku zmienił nazwę „Bataliony Celne” na „Straż Graniczną”. Wprowadził jednocześnie w formacji nową organizację wewnętrzną. 9 batalion celny przemianowany został na 9 batalion Straży Granicznej.
9 batalion Straży Granicznej funkcjonował w strukturze Komendy Powiatowej Straży Granicznej w Święcianach, a jego dowództwo stacjonowało w Duksztach. W skład batalionu wchodziły cztery kompanie strzeleckie oraz jedna kompania karabinów maszynowych w liczbie 3 plutonów po 2 karabiny maszynowe na pluton. Komendant batalionu posiadał uprawnienia dyscyplinarne dowódcy pułku. Cały skład osobowy batalionu obejmował etatowo 614 żołnierzy, w tym 14 oficerów.
Na podstawie uchwały Rady Ministrów z 24 maja 1923 zarządzono likwidację Straży Granicznej do dnia 1 lipca 1923. Jednak 9 batalion Straży Granicznej, już w nowym etacie, pozostał na granicy do jesieni 1923. Pod względem budżetowo-gospodarczym podlegał Komendzie Okręgowej Policji Państwowej w Wilnie.
Potem przekazał swój odcinek oddziałom Policji Państwowej i został rozwiązany.

## Służba graniczna
Od lipca 1923 batalion ochraniał odcinek granicy litewskiej od Michalin (wył.) do Skorobogatych.
Sąsiednie bataliony
- 43 batalion Straży Granicznej ⇔ 28 batalion Straży Granicznej − 1 grudnia 1922[3][10] i III 1923[11]
- Policja Państwowa ⇔ 28 batalion Straży Granicznej − po 1 lipca 1923[7]

Wydarzenia
- 14 kwietnia 1923, podczas napadu na placówkę w Gubowie, zginął jeden z szeregowych i komendant batalionu kpt. Dmochowski. Rannych zostało 2 żołnierzy, natomiast 11 innych zostało uprowadzonych[12].

## Kadra batalionu
Komendanci batalionu
| stopień        | imię i nazwisko  | okres pełnienia służby         | kolejne stanowisko |
| -------------- | ---------------- | ------------------------------ | ------------------ |
| kapitan piech. | Paweł Dmochowski | IX 1922 – XII 1922 –14 IV 1923 |                    |

## Struktura organizacyjna
| Ordre de Bataille 9 batalionu Straży Granicznej w Duksztach na dzień 14 listopada 1922 | Ordre de Bataille 9 batalionu Straży Granicznej w Duksztach na dzień 14 listopada 1922 | Ordre de Bataille 9 batalionu Straży Granicznej w Duksztach na dzień 14 listopada 1922 | Ordre de Bataille 9 batalionu Straży Granicznej w Duksztach na dzień 14 listopada 1922 | Ordre de Bataille 9 batalionu Straży Granicznej w Duksztach na dzień 14 listopada 1922 |
| kompanie                                                                               | 1. Smołwy                                                                              | 2. f. Dukszty                                                                          | 3. Dukszty                                                                             | 4.?                                                                                    |
| -------------------------------------------------------------------------------------- | -------------------------------------------------------------------------------------- | -------------------------------------------------------------------------------------- | -------------------------------------------------------------------------------------- | -------------------------------------------------------------------------------------- |
| dowódcy                                                                                | por. piech. Jerzy Antoszewicz                                                          | por. piech. Grołowski                                                                  | por. piech. Maliszewski                                                                | kpt. piech. Morozoff                                                                   |
|                                                                                        |                                                                                        |                                                                                        |                                                                                        |                                                                                        |
| placówki                                                                               | Żengiszki                                                                              | Santupy                                                                                | Dworzyszcze                                                                            | Mejłuny                                                                                |
| placówki                                                                               | Łapeliszki                                                                             | Gajlutyszki                                                                            | Antonowo                                                                               | Gudziszki                                                                              |
| placówki                                                                               | Podobinka                                                                              | Karaczuny                                                                              | Jankowszczyzna                                                                         | Kozaczyzna                                                                             |
| placówki                                                                               | Paukszteliszki                                                                         | Tabor                                                                                  | Lipuny                                                                                 |                                                                                        |
| placówki                                                                               | Smołwy                                                                                 | Wygódka                                                                                |                                                                                        |                                                                                        |
| placówki                                                                               | Pożemiszki                                                                             |                                                                                        |                                                                                        |                                                                                        |
| Ordre de Bataille 9 batalionu Straży Granicznej w Duksztach na dzień 1 grudnia 1922    |                                                                                        |                                                                                        |                                                                                        |                                                                                        |
| kompanie                                                                               | 1. Smołwy                                                                              | 2. Gierkany                                                                            | 3. Rupiny                                                                              | 4. Dukszty                                                                             |
| dowódcy                                                                                | por. piech. Jerzy Antoszewicz                                                          | por. piech. Grołowski                                                                  | por. piech. Maliszewski                                                                | kpt. piech. Morozoff                                                                   |
|                                                                                        |                                                                                        |                                                                                        |                                                                                        |                                                                                        |
| placówki                                                                               | Żengiszki (0/16)                                                                       | Santupy (0/17)                                                                         | Mejłuny (0/25)                                                                         | Dworzyszcze (0/16)                                                                     |
| placówki                                                                               | Łapeliszki (0/21)                                                                      | Gajlutyszki (0/9)                                                                      | Gudziszki (0/25)                                                                       | Antonowo (0/23)                                                                        |
| placówki                                                                               | Paukszteliszki (0/15)                                                                  | Karaczuny (0/12)                                                                       | Kozaczyzna (1/34)                                                                      | Jankowszczyzna (0/18)                                                                  |
| placówki                                                                               | Podobinka (1/15)                                                                       | Tabor (0/16)                                                                           |                                                                                        | Lipuny (0/25)                                                                          |
| placówki                                                                               | Smołwy (0/18)                                                                          | Wygódka (0/10)                                                                         |                                                                                        |                                                                                        |
| placówki                                                                               | Pożemiszki (1/23)                                                                      |                                                                                        |                                                                                        |                                                                                        |